# ساندور كوزما
ساندور كوزما هو سياسي مجري، ولد في 2 سبتمبر 1825 في Kőröshegy ‏ في المجر، وتوفي في 5 أغسطس 1897 في بودابست في المجر.